# YouTube Creator Awards
Gli YouTube Creator Awards, comunemente noti anche come YouTuber Play Buttons, sono dei riconoscimenti assegnati da YouTube a tutti gli utenti che gestiscono i canali presenti sulla piattaforma.
Questi premi sono differenti dagli YouTube Awards, che si basano sul numero di iscritti al canale. YouTube stesso verifica che il canale segua le regole della community e si riserva di consegnare o meno il premio al proprietario del canale.

## Premi e benefici

### Livelli di beneficio
Fino a marzo 2021, quando un canale superava un certo numero di iscritti poteva raggiungere dei livelli, alcuni dei quali non implicavano un premio, ma solo dei benefici per la gestione del canale. Essi erano tre:
- Grafite, per i canali che avevano raggiunto 1 iscritto.
- Opale, per i canali che avevano raggiunto i 1000 iscritti. Questo livello è uno dei tre requisiti per applicare il Programma partner di YouTube per la monetizzazione, gli altri due sono un minimo di 4.000 ore di visualizzazione degli spettatori negli ultimi 12 mesi e una revisione dei contenuti del canale per determinare l'idoneità. I canali con monetizzazione possono anche abilitare Super Chat, mentre i canali di gioco possono anche abilitare l'appartenenza al canale;
- Bronzo, per i canali che avevano raggiunto i 10.000 iscritti. Se un canale viene monetizzato, questo livello aggiunge un'opzione di monetizzazione Teespring.

### Premi
Quando un canale verificato supera uno specifico numero di iscritti diventa eleggibile per ricevere il premio di YouTube Creators. Questi premi sono costituiti da una placca in metallo con il simbolo del play button (logo di YouTube) al centro.
Attualmente ci sono 5 tipi di premi, il più prestigioso, però, è stato assegnato solo dieci volte:
1. Il Silver Creator Award (Creator Award d'argento), per i canali che hanno raggiunto i 100.000 iscritti. Il premio è stato introdotto per la prima volta nel 2012. La vecchia versione di questo premio era costituita da una lega di nichel.[5] La nuova versione (assegnata dal marzo 2017) è costituita da nickel per il 92%, da carbonio per il 5%, da zinco per il 2.5% e da tracce di altri metalli.[6] Dal marzo del 2018 il premio non consiste più in un pulsante di metallo alloggiato all'interno di una cornice con il nome del canale stampato sul vetro di protezione, ma il Play Button viene inciso su una semplice placca di metallo dal design piatto con il nome del canale in rilievo su esso.
2. Il Gold Creator Award (Creator Award d'oro), per i canali che hanno raggiunto 1.000.000 di iscritti. Il premio è stato introdotto per la prima volta nel 2012. È fatto da ottone placcato in oro.[5] Anche questo premio adesso consiste in una semplice placca di metallo dal design piatto con il nome del canale in rilievo su esso.[7][8]
3. Il Diamond Creator Award (Creator Award di diamante), per i canali che hanno raggiunto i 10.000.000 di iscritti. Il premio è stato introdotto per la prima volta nel 2015. È realizzato in metallo argentato con un grande pezzo di cristallo dalla forma triangolare, il pulsante play.[9][10]
4. Il Custom Creator Award (Creator Award personalizzato), per i canali che hanno raggiunto i 50.000.000 di iscritti. Il primo canale ad aver ricevuto questo premio è stato PewDiePie nel dicembre 2016, che ha ricevuto in regalo un trofeo in rubino.[11] Il trofeo, a differenza degli altri, è stato personalizzato con la forma del logo del canale ovvero il cosiddetto "bro fist" (pugno della fratellanza). Insieme a questo premio sono stati consegnati dei mini-trofei da regalare agli account iscritti da più tempo al canale ancora in attività. Successivamente il premio è stato dato anche a T-Series, 5-Minute Crafts, Cocomelon, SET India, Canal Kondzilla, WWE e altri. Nella pagina ufficiale dei premi di YouTube Creators non c'è alcun tipo di riferimento a questo premio.
5. Il Red Diamond Creator Award (Creator Award diamante rosso), per i canali che hanno raggiunto i 100.000.000 di iscritti. Il primo canale ad aver ricevuto questo premio è stato T-Series nel maggio 2019. Successivamente il premio è stato dato anche a PewDiePie, Cocomelon, Vlad and Niki, SET India, MrBeast, Kids Diana Show, Like Nastya, WWE e Zee music company. Il premio è realizzato in metallo lucido nero con un pezzo di cristallo rosso dalla forma triangolare, il pulsante play. Nella pagina ufficiale dei premi di YouTube Creators non c'è alcun tipo di riferimento a questo premio.[12]